# Diferencial exato
No cálculo com múltiplas variáveis, uma diferencial é dita ser exata (ou perfeita), em contraste com uma diferencial inexata, se é de forma {\displaystyle dQ}, para alguma função {\displaystyle Q} diferenciável.

## Interpretação
Trabalhamos em três dimensões, com definições semelhantes fixando em qualquer outro número de dimensões. Em três dimensões, uma forma do tipo
{\displaystyle A(x,y,z)dx+B(x,y,z)dy+C(x,y,z)dz}
é chamada de forma diferencial. Esta forma é chamada exata em um domínio {\displaystyle D\subset \mathbb {R} ^{3}} no espaço se existe alguma função escalar {\displaystyle Q=Q(x,y,z)} definida em {\displaystyle D} de tal forma que
{\displaystyle dQ\equiv \left({\frac {\partial Q}{\partial x}}\right)_{y,z}dx+\left({\frac {\partial Q}{\partial y}}\right)_{z,x}dy+\left({\frac {\partial Q}{\partial z}}\right)_{x,y}dz,}   {\displaystyle dQ=Adx+Bdy+Cdz}
em todo {\displaystyle D}. Isto é equivalente a dizer que o campo vetorial {\displaystyle (A,B,C)} é um campo vetorial conservativo, com correspondente potencial {\displaystyle Q}.

## Relações diferenciais parciais
Se três variáveis, {\displaystyle {\displaystyle x}}, {\displaystyle {\displaystyle y}} e {\displaystyle {\displaystyle z}} estão ligadas pela condição{\displaystyle {\displaystyle F(x,y,z)={\text{constant}}}} para alguma função diferencial {\displaystyle {\displaystyle F(x,y,z)}}, então existem os seguintes diferenciais totais:
{\displaystyle {\displaystyle dx={\left({\frac {\partial x}{\partial y}}\right)}_{z}\,dy+{\left({\frac {\partial x}{\partial z}}\right)}_{y}\,dz}}
{\displaystyle {\displaystyle dz={\left({\frac {\partial z}{\partial x}}\right)}_{y}\,dx+{\left({\frac {\partial z}{\partial y}}\right)}_{x}\,dy.}}
Substituindo a primeira equação pela segunda e reordenando, obtemos:
{\displaystyle {\displaystyle dz={\left({\frac {\partial z}{\partial x}}\right)}_{y}\left[{\left({\frac {\partial x}{\partial y}}\right)}_{z}dy+{\left({\frac {\partial x}{\partial z}}\right)}_{y}dz\right]+{\left({\frac {\partial z}{\partial y}}\right)}_{x}dy,}}
{\displaystyle {\displaystyle dz=\left[{\left({\frac {\partial z}{\partial x}}\right)}_{y}{\left({\frac {\partial x}{\partial y}}\right)}_{z}+{\left({\frac {\partial z}{\partial y}}\right)}_{x}\right]dy+{\left({\frac {\partial z}{\partial x}}\right)}_{y}{\left({\frac {\partial x}{\partial z}}\right)}_{y}dz,}}
{\displaystyle {\displaystyle \left[1-{\left({\frac {\partial z}{\partial x}}\right)}_{y}{\left({\frac {\partial x}{\partial z}}\right)}_{y}\right]dz=\left[{\left({\frac {\partial z}{\partial x}}\right)}_{y}{\left({\frac {\partial x}{\partial y}}\right)}_{z}+{\left({\frac {\partial z}{\partial y}}\right)}_{x}\right]dy.}}

Como {\displaystyle {\displaystyle y}} e {\displaystyle {\displaystyle z}} são variáveis independentes, {\displaystyle {\displaystyle dy}} e {\displaystyle {\displaystyle dz}} podem ser escolhidos sem restrições. Para que esta última equação se mantenha em geral, os termos entre parênteses devem ser iguais a zero.

### Relação de reciprocidade
Estabelecendo o primeiro termo entre parênteses igual a zero:
{\displaystyle {\displaystyle {\left({\frac {\partial z}{\partial x}}\right)}_{y}{\left({\frac {\partial x}{\partial z}}\right)}_{y}=1.}}
Um leve rearranjo dá uma relação de reciprocidade:
{\displaystyle {\displaystyle {\left({\frac {\partial z}{\partial x}}\right)}_{y}={\frac {1}{{\left({\frac {\partial x}{\partial z}}\right)}_{y}}}.}}
Há mais duas permutações da derivação anterior que dão um total de três relações de reciprocidade entre o estilo x, y e z. As relações de reciprocidade mostram que o inverso de uma derivada parcial é igual a sua recíproca.

### Relação cíclica
A relação cíclica também é conhecida como a regra cíclica ou a regra do produto triplo. Definindo o segundo termo entre parênteses igual a zero rendimentos:
{\displaystyle {\displaystyle {\left({\frac {\partial z}{\partial x}}\right)}_{y}{\left({\frac {\partial x}{\partial y}}\right)}_{z}=-{\left({\frac {\partial z}{\partial y}}\right)}_{x}.}}
O uso de uma relação de reciprocidade para o estilo de jogo z parcial y parcial frac nesta equação e reordenação dá uma relação cíclica (a regra do produto triplo):
{\displaystyle {\displaystyle {\left({\frac {\partial x}{\partial y}}\right)}_{z}{\left({\frac {\partial y}{\partial z}}\right)}_{x}{\left({\frac {\partial z}{\partial x}}\right)}_{y}=-1.}}
Se, em vez disso, for utilizada uma relação de reciprocidade para {\displaystyle {\displaystyle {\tfrac {\partial x}{\partial y}}}} com posterior rearranjo, é obtido um formulário padrão para diferenciação implícita:
{\displaystyle {\displaystyle {\left({\frac {\partial y}{\partial x}}\right)}_{z}=-{\frac {{\left({\frac {\partial z}{\partial x}}\right)}_{y}}{{\left({\frac {\partial z}{\partial y}}\right)}_{x}}}.}}

## Algumas equações úteis derivadas de diferenciais exatos em duas dimensões
(Veja também as equações termodinâmicas de Bridgman para o uso de diferenciais exatos na teoria das equações termodinâmicas)
Suponha que tenhamos cinco funções de estado {\displaystyle {\displaystyle z,x,y,u}} e {\displaystyle {\displaystyle v}}. Suponha que o espaço de estados seja bidimensional e que qualquer uma das cinco quantidades seja exatamente diferencial. Então, pela regra da cadeia
{\displaystyle {\displaystyle (1)~~~~~dz=\left({\frac {\partial z}{\partial x}}\right)_{y}dx+\left({\frac {\partial z}{\partial y}}\right)_{x}dy=\left({\frac {\partial z}{\partial u}}\right)_{v}du+\left({\frac {\partial z}{\partial v}}\right)_{u}dv}}
mas também pela regra da cadeia:
{\displaystyle {\displaystyle (2)~~~~~dx=\left({\frac {\partial x}{\partial u}}\right)_{v}du+\left({\frac {\partial x}{\partial v}}\right)_{u}dv}}
e
{\displaystyle {\displaystyle (3)~~~~~dy=\left({\frac {\partial y}{\partial u}}\right)_{v}du+\left({\frac {\partial y}{\partial v}}\right)_{u}dv}}
para que:
{\displaystyle {\displaystyle (4)~~~~~dz=\left[\left({\frac {\partial z}{\partial x}}\right)_{y}\left({\frac {\partial x}{\partial u}}\right)_{v}+\left({\frac {\partial z}{\partial y}}\right)_{x}\left({\frac {\partial y}{\partial u}}\right)_{v}\right]du}}
{\displaystyle {\displaystyle +\left[\left({\frac {\partial z}{\partial x}}\right)_{y}\left({\frac {\partial x}{\partial v}}\right)_{u}+\left({\frac {\partial z}{\partial y}}\right)_{x}\left({\frac {\partial y}{\partial v}}\right)_{u}\right]dv}}
o que implica que:
{\displaystyle {\displaystyle (5)~~~~~\left({\frac {\partial z}{\partial u}}\right)_{v}=\left({\frac {\partial z}{\partial x}}\right)_{y}\left({\frac {\partial x}{\partial u}}\right)_{v}+\left({\frac {\partial z}{\partial y}}\right)_{x}\left({\frac {\partial y}{\partial u}}\right)_{v}}}
Tomando  {\displaystyle {\displaystyle v=y}} temos:
{\displaystyle {\displaystyle (6)~~~~~\left({\frac {\partial z}{\partial u}}\right)_{y}=\left({\frac {\partial z}{\partial x}}\right)_{y}\left({\frac {\partial x}{\partial u}}\right)_{y}}}
Tomando {\displaystyle {\displaystyle u=y}} temos:
{\displaystyle {\displaystyle (7)~~~~~\left({\frac {\partial z}{\partial y}}\right)_{v}=\left({\frac {\partial z}{\partial y}}\right)_{x}+\left({\frac {\partial z}{\partial x}}\right)_{y}\left({\frac {\partial x}{\partial y}}\right)_{v}}}
Tomando {\displaystyle {\displaystyle u=y},{\displaystyle v=z}} temos:
{\displaystyle {\displaystyle (8)~~~~~\left({\frac {\partial z}{\partial y}}\right)_{x}=-\left({\frac {\partial z}{\partial x}}\right)_{y}\left({\frac {\partial x}{\partial y}}\right)_{z}}}
usando {\displaystyle ({\displaystyle \partial a/\partial b)_{c}=1/(\partial b/\partial a)_{c}}} dá a regra do produto triplo:
{\displaystyle {\displaystyle (9)~~~~~\left({\frac {\partial z}{\partial x}}\right)_{y}\left({\frac {\partial x}{\partial y}}\right)_{z}\left({\frac {\partial y}{\partial z}}\right)_{x}=-1}}